# Edwin H. Simmons

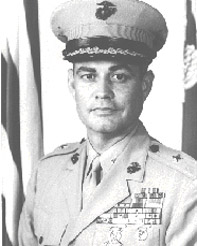
Brigadegeneral Edwin H. Simmons (1968)

Edwin Howard Simmons (* 25. August 1921 in Paulsboro, New Jersey; † 5. Mai 2007 in Alexandria, Virginia) war ein US-amerikanischer Brigadegeneral des US Marine Corps und Militärschriftsteller. Er machte sich verdient um die Erschließung und Dokumentation der Geschichte der Marines.

## Leben
Simmons wurde in einer Kleinstadt in New Jersey geboren. Er studierte Journalismus an der Lehigh University (B.A. 1942) in Bethlehem, Pennsylvania. Simmons, ursprünglich Angehöriger der United States Army Reserve, trat 1942 als Leutnant in das US Marine Corps ein und diente im Pazifikkrieg. Er nahm an der Schlacht um Guam (1944) teil, und war in Okinawa und der Republik China eingesetzt, zuletzt als Hauptmann.
Er war Chefredakteur der Marine Corps Gazette und besuchte die Amphibious Warfare School auf der Marine Corps Base Quantico. Es folgte die Verwendung als Major im Koreakrieg, wo er während der Landung bei Incheon (1950) und in der Schlacht um den Changjin-Stausee (1950) eingesetzt war. 1951 kehrte er zurück in die USA und war auf dem Stützpunkt Marine Corps Base Camp Pendleton an der Pazifikküste stationiert. Er studierte Journalismus an der Ohio State University (M.A. 1955) in Columbus und war parallel in das Naval Reserve Officer Training Command eingebunden. Später war er im Hauptquartier des US Marine Corps in Washington, D.C. eingesetzt.
Von 1959 bis 1960 war er als Oberstleutnant Marineattaché in der US-Botschaft in der Dominikanischen Republik. Danach erfolgte die Beförderung zum Oberst. Von 1965 bis 1966 war er G3 des III. Marine Expeditionary Force während des Vietnamkrieges und kommandierte später das 9th Marine Regiment. Von 1970 bis 1971 war er erneut, diesmal als Brigadegeneral, in der Position des stellvertretenden Kommandeurs der 1st Marine Division in Vietnam verwendet. Weiterhin war er stellvertretender Kommandeur der 3rd Marine Amphibious Brigade. Simmons absolvierte schließlich das National War College in Fort Lesley J. McNair, Washington, D.C.
Ab 1971 in das Marine Corps Historical Program eingebunden und Direktor des Marine Corps History and Museums beim Department of the Navy im Headquarters Marine Corps in Washington, D.C. Ab 1978 leitete er die Einrichtung als Zivilist weiter. Auch unterstützte er das General Alfred M. Gray Research Center an der Marine Corps University und stand im engen Kontakt mit militärhistorischen Organisationen wie der Society for Military History und der United States Commission on Military History. Er schrieb mehrere Bücher zur Operationsgeschichte der Marines. Er arbeitete an der Encyclopædia Britannica und dem Dictionary of American History mit und veröffentlichte in Fachzeitschriften wie dem Journal of Military History. Simmons gilt als „the collective memory of the Marine Corps“. 
Er war verheiratet und Vater von vier Kindern; er wurde mit militärischen Ehren auf dem Nationalfriedhof in Arlington, Virginia beigesetzt.

## Auszeichnungen (Auswahl)
Militär- und Kriegsauszeichnungen
- Navy Distinguished Service Medal
- Silver Star
- Legion of Merit (3×) u. a. mit Combat “V”
- Bronze Star (2×) u. a. mit Combat “V”
- Navy Commendation Medal mit Combat “V”
- Meritorious Service Medal
- Purple Heart
- Vietnam Service Medal
- China Service Medal
- National Defense Service Medal
- Combat Action	Ribbon

Weitere zivile Auszeichnungen
- Navy Distinguished Civilian Service Award
- Phi Beta Kappa
- Society for Military History’s Gondos Prize
- Ohio State University’s Distinguished	Graduate	 Medallion
- Marine Combat	Correspondents Distinguished Service Award
- Marine Corps Heritage	Foundation Distinguished	 Service	 Award

Namensgebung
- Brigadier General Edwin H. Simmons Marine Corps History Center, Gray Research Center, Marine Corps University
- The Edwin H. Simmons Award (vormals Victor Gondos Award), Society for Military History

Ehrung als Schriftsteller
- 2001: W.Y. Boyd Literary Award for Excellence in Military Fiction für Dog Company Six

## Schriften (Auswahl)
- The United States Marines: A History (1974; 4. Ausgabe 2002)
- The Marines (Hrsg., 1987)
- Over the Seawall: U.S. Marines at Inchon (2000)
- Dog Company Six (2000)
- Frozen Chosin: U.S. Marines at the Changjin Reservoir (2002)